# Patrick McEnroe
Patrick McEnroe (* 1. července 1966) je bývalý americký profesionální tenisový hráč a dřívější kapitán daviscupového týmu Spojených států amerických. Je mladším bratrem Johna McEnroe. Vyhrál 1 titul ve dvouhře a dalších 16 ve čtyřhře včetně výhry na French Open v roce 1989. Nejvýše byl v žebříčku ATP pro čtyřhru klasifikován na 3. místě (12. dubna 1993).

## Juniorská léta
Jako malý kluk začal hrát v Port Washingtonské Tenisové Akademii, kde už v tu dobu hrál jeho starší bratr. V juniorských letech našel spoluhráče v Lukeu Jensenovi, se kterým vyhrál juniorské French Open. Spolu s Jensenem také získal zlato na Panamerických hrách v roce 1987. V sedmnácti letech vyhrál po boku svého bratra svůj první titul na turnaji v Richmondu. Při studiích na Stanfordově univerzitě ji dopomohl v letech 1986 a 1988 k vítězství v NCAA soutěži týmů.

## Profesionální kariéra

### Dvouhra
První finále ve dvouhře si zahrál v roce 1991 v Chicagu, kde prohrál se svým bratrem Johnem (Toto bylo podruhé v historii, kdy se dva bratři potkali ve finále jednoho turnaje.).
Největší úspěch dvouhry na Grand Slamu zaznamenal též v roce 1991, když ho až v semifinále vyřadil budoucí vítěz turnaje Boris Becker.
Svůj jediný titul ve dvouhře získal v roce 1995 na turnaji International Sydney.

### Čtyřhra
Asi největším úspěchem jeho kariéry je výhra čtyřhry na French Open s jiným americkým tenistou Jimem Grabbem.
Dva z šestnácti triumfů zažil se svým bratrem, včetně vítězství na Paris Masters, jednom z devíti ATP World Tour Masters 1000 turnajů.

### Davis cup
V Davis cupu reprezentoval svou zemi v letech 1993, 1994 a 1996. V roce 2000 byl jmenován 38. nehrajícím kapitánem daviscupového týmu Spojených států amerických.
Největší úspěch přišel v roce 2007, kdy přivedl Spojené státy americké k vítězství v celé soutěži.
V září 2010 na svou pozici rezignoval (byl na ní nejdéle ze všech amerických nehrajících kapitánů).
McEnroe ukončil profesionální kariéru v roce 1998.

## Osobní život
Než se zapojil do profesionálního tenisu, tak v roce 1988 dodělal na Stanfordově univerzitě titul z politologie. 19. prosince 1998 si vzal zpěvačku a herečku Melissu Errico, se kterou má tři dcery, Victorii Penny (* 2006) a dvojčata Juliette Beatrice and Dianu Katherine (* 2008).

## Úspěchy a milníky
- Nejvyšší umístění v žebříčku ATP ve dvouhře bylo 28. místo v roce 1995.
- Nejvyšší umístění v žebříčku ATP ve čtyřhře bylo 3. místo v roce 1993.
- Jako kapitán daviscupového týmu Spojených států amerických dovedl tým k zisku této trofeje roku 2007.[6]
- Je částečným vlastníkem New York Sportimes, týmu z profesionální tenisové ligy World TeamTennis.
- Příležitostně dělá komentátora pro ESPN a CBS Sports.
- Je jedním z autorů knihy „Tennis for Dummies“.[7]